# The Still Alarm (film fra 1918)
 For alternative betydninger, se The Still Alarm. (Se også artikler, som begynder med The Still Alarm)
The Still Alarm er en amerikansk stumfilm fra 1918 af Colin Campbell.

## Medvirkende
- Tom Santschi - Jack Manley
- Bessie Eyton - Eleanor Fordham
- Eugenie Besserer
- William Scott
- Fritzi Brunette